# Willem Cornelis Janse van Rensburg
Willem Cornelis Janse van Rensburg (Beaufort West, 1818. május 16. –  Rustenburg, 1865. augusztus 13.) búr katona, politikus, a Transvaal Köztársaság 3. elnöke.

## Élete
Gyermekként részt vett a zuluk elleni háborúban, ahol majdnem meghalt egy zulukkal vívott összecsapásban, mikor egy dombra menekült testvéreivel és elfogyott az összes lőszerük, de megmentette őket csodás haditettel Marthinus Oosthuizen.
Amikor a brit erők megszállták Natalt, családjával együtt a Transvaal Köztársaság területén telepedett le. Csatlakozott a politikai élethez és 1858-ban Transvaal végrehajtó bizottságának a tagja lett. 1860-ban, mikor Marthinus Wessel Pretorius lemondott, Rensburgot kérte fel kormányalakításra, aki viszonyt ezt határozottan elutasította, de a hadsereg főparancsnoki tisztségét elfogadta. Ebben az időben tört ki a polgár háború. 1862-ben újra felkérték miniszterelnöknek, és ezt végül a rá következő évben elfogadta. 1863 és 1864 között töltötte be ezt a tisztséget, majd távozott az állam éléről. Utódja a másodszor kormányra lépő Marthinus Wessel Pretorius. 1865. augusztus 13-án halt meg.